# 陳凱榮
陳凱榮（英語：Joesph Chan Hoi-wing，1996年5月8日—），在香港成長，現任香港東區區議會地區委員會界別議員、香港建制派政黨民建聯委員、香港島各界聯合會副理事長、香港青年會主席，以及選舉委員會委員。陳凱榮是民建聯的新生代代表之一。

## 背景
陳凱榮原是一位全職民建聯社區主任，已婚，香港大學經濟學學士畢業。
2019年，年僅23歲的陳凱榮首次參與2019年香港區議會選舉翡翠選區，以849之差惜敗前香港東區區議會主席黎志強先生。
2020年香港立法會選舉（受疫情最終延期），24歲的陳凱榮排在立法會議員張國鈞的競選名單第二位。
2021年3月31日，民建聯中委會改選，陳凱榮成功入選第16屆中央委員會名單。
2021年香港選舉委員會界別分組選舉，陳凱榮以「最年輕的選委」的身份，成功在第三界別 - 基層、勞工、宗教等界之中的基層社團獲得成為選舉委員會1500名委員之一的機會。
2021年香港立法會選舉，25歲的陳凱榮出戰選舉委員會界別，最終得到941名選委支持，以29票之差無緣進入議會。

## 外部連結
- 陳凱榮的Facebook專頁